# Баштино (Кырджалийская область)
Баштино (болг. Бащино) — село в Болгарии. Находится в Кырджалийской области, входит в общину Кырджали. Население составляет 241 человек.

## Политическая ситуация
В местном кметстве Баштино, в состав которого входит Баштино, должность кмета (старосты) исполняет Тахир Апти Салим (Движение за права и свободы (ДПС)) по результатам выборов.
Кмет (мэр) общины Кырджали — Хасан Азис (Движение за права и свободы (ДПС)) по результатам выборов.